# Nicolò Contarini
Nicolò Contarini (Venezia, 26 settembre 1553 – Venezia, 2 aprile 1631) fu il 97º doge della Repubblica di Venezia dal 18 gennaio 1630 fino alla sua morte.
Considerato universalmente uomo retto e giusto, giunse al dogado in tarda età e la sua morte gli impedì d'incidere sulla gestione dello stato. Sotto il suo dogado dovette affrontare l'ondata di peste che uccise oltre un terzo della popolazione veneziana durante il 1630.

## Biografia

### Giovinezza ed educazione
Figlio di Zan Gabriel (Giangabriele) Contarini e Giovanna Morosini, Nicolò Contarini apparteneva ad una delle casate patrizie più antiche di Venezia (c.d. "Case vecchie"), sprovvista però di mezzi. In compenso, era uomo di altissima cultura. Studiò filosofia probabilmente insieme a Paolo Sarpi e al cugino Andrea Morosini.
Si distinse presto per l'abilità in campo filosofico e per la sua capacità di gestire con estrema abilità e correttezza l'amministrazione pubblica.
Durante la sua vita scrisse piccole opere in latino e si distinse per acutezza d'ingegno e di eloquio.

### Carriera politica
Politicamente fu vicino a Leonardo Donato e presto si schierò in funzione anti papalista ma senza mai cadere in eccessi.
Durante gli scontri accaduti sotto il dogato del predecessore, pur biasimando i Corner, non si mostrò mai estremista e questo fatto fu determinante per farsi benvolere anche da parte degli avversari.

### Dogato
Alla morte del doge Giovanni I Corner nel conclave vi furono numerosi scontri fra i nobili e tutti i candidati vennero scartati perché considerati troppo vicini a uno schieramento politico piuttosto che a un altro.
Solo il Contarini, infine, emerse come uomo di compromesso e venne eletto il 18 gennaio 1630.
Si dice che, alla notizia, non si scompose e proseguì nelle sue normali attività quotidiane, accettando solo in seguito l'incarico in maniera ufficiale.
Il suo dogato, pur breve, fu molto amaro.
S'iniziò subito con una sconfitta militare, a Valeggio, nel maggio 1630 e con una pace senza vere soddisfazioni (Ratisbona, ottobre 1630).
Nel giugno 1630 si diffuse la peste.
Il governo di Contarini agì rapidamente, mettendo in quarantena i malati e bruciandone i cadaveri e le sostanze ma, ben presto, emerse l'inadeguatezza di queste misure e la malattia scoppiò con tutta la sua virulenza; i morti furono centinaia di migliaia nella sola Venezia.
In ottobre il Doge promise, su richiesta della Signoria, l'erezione d'una chiesa in onore della Madonna se la peste fosse cessata.
Soltanto in marzo però, appena il morbo iniziò a diminuire d'intensità, si decise di iniziare la costruzione della nota Chiesa della Salute di Venezia.

### Ultimi tempi e morte
Il doge, però, era vecchio e malato da tempo; il fisico sempre più debilitato e le pesanti incombenze governative lo avevano pian piano indebolito sino a costringerlo a letto.
Il 2 aprile 1631 morì senza poter vedere neppure la posa della prima pietra e, per cause non a lui imputabili, aver potuto riorganizzare la macchina amministrativa.
La chiesa di Santa Maria Nova ne ospitava la tomba che andò dispersa con la chiusura dell'edificio.

### Bibliografiche
1. ↑   D Raines, Cooptazione, aggregazione e presenza al Maggior Consiglio: le casate del patriziato veneziano, 1297-1797 (PDF), in Storia di Venezia - Rivista, I, 2003,  pp. 2-64, ISSN 1724-7446 (WC · ACNP).
2. ↑  DBI.

### Fonti
- Nani GB (1676), Historia della Republica veneta, Venezia.
- Sansovino F (1581), Venetia città nobilissima et singolare, ed. 1633 con aggiunte di G. Martinoni, Venezia.
- Verdizzotti F (1646), De fatti veneti dall'anno 1570 sino al 1644, Venezia.

### Studi
- Gaetano Cozzi, CONTARINI, Nicolò, in Dizionario biografico degli italiani, vol. 28, Roma, Istituto dell'Enciclopedia Italiana, 1983.
- Alvise Zorzi, La Repubblica del Leone : Storia di Venezia, Milano, Rusconi, 1979.